# Wahlkreis Kyffhäuserkreis I
Der Wahlkreis Kyffhäuserkreis I (Wahlkreis 10) ist ein Landtagswahlkreis in Thüringen.
Der Wahlkreis umfasst vom Kyffhäuserkreis die Gemeinden Abtsbessingen, Bellstedt, Clingen, Ebeleben, Freienbessingen, Greußen, Helbedündorf, Holzsußra, Niederbösa, Oberbösa, Rockstedt, Sondershausen, Topfstedt, Trebra, Wasserthaleben und Westgreußen. Bei der Landtagswahl 2019 hieß der Wahlkreis Wahlkreis Kyffhäuserkreis I – Eichsfeld III, weil ihm einige Gemeinden des Landkreises Eichsfeld zugeordnet waren.

## Landtagswahl 2024
Die Landtagswahl fand am 1. September 2024 statt. Im Wahlkreis wurden die nachfolgenden Direktkandidaten zugelassen:
| Gegenstand der Nachweisung | Gegenstand der Nachweisung | Erst- stimmen | Erst- stimmen | Zweit- stimmen | Zweit- stimmen |
| Bewerber                   | Partei                     | Anzahl        | %             | Anzahl         | %              |
| -------------------------- | -------------------------- | ------------- | ------------- | -------------- | -------------- |
| Wahlberechtigte            | Wahlberechtigte            | 29.119        | 29.119        | 29.119         | 29.119         |
| Wähler                     | Wähler                     | 20.470        | 20.470        | 20.470         | 70,3           |
| Ungültige Stimmen          | Ungültige Stimmen          | 343           | 1,7           | 192            | 0,9            |
| Gültige Stimmen            | Gültige Stimmen            | 20.127        | 98,3          | 20.278         | 99,1           |
| davon                      |                            |               |               |                |                |
| Donata Vogtschmidt         | DIE LINKE                  | 2.279         | 11,3          | 2.449          | 12,1           |
| Robert Teske               | AfD                        | 7.364         | 36,6          | 7.248          | 35,7           |
| Stefan Schard              | CDU                        | 8.453         | 42,0          | 4.803          | 23,7           |
| Alexandra Wallrodt         | SPD                        | 1.328         | 6,6           | 1.175          | 5,8            |
| Jürgen Rauschenbach        | GRÜNE                      | 198           | 1,0           | 216            | 1,1            |
| Leon-Rob Diekneite         | FDP                        | 233           | 1,2           | 170            | 0,8            |
|                            | TIERSCHUTZ hier!           |               |               | 188            | 0,9            |
|                            | ÖDP / Familie ..           | 31            | 0,2           |                |                |
|                            | PIRATEN                    | 53            | 0,3           |                |                |
|                            | MLPD                       | 16            | 0,1           |                |                |
|                            | BÜNDNIS DEUTSCHLAND        | 69            | 0,3           |                |                |
|                            | BSW                        | 3.511         | 17,3          |                |                |
|                            | FAMILIE                    | 113           | 0,6           |                |                |
|                            | FREIE WÄHLER               | 180           | 0,9           |                |                |
|                            | WU                         | 56            | 0,3           |                |                |
| Ralf Köhler                | Einzelbewerber             | 272           | 1,4           |                |                |

## Landtagswahl 2019
Die Landtagswahl 2019 fand am 27. Oktober 2019 statt und hatte folgendes Ergebnis für den Wahlkreis Kyffhäuserkreis I – Eichsfeld III:
| Direktkandidat     | Partei                      | Wahlkreisstimmen in % | Landesstimmen in % |
| ------------------ | --------------------------- | --------------------- | ------------------ |
| Stefan Schard      | CDU                         | 34,4                  | 22,6               |
| Iris Martin-Gehl   | DIE LINKE                   | 22,9                  | 32,3               |
| Dorothea Marx      | SPD                         | 10,8                  | 08,8               |
| Ralf Köhler        | AfD                         | 23,1                  | 22,9               |
| Babett Pfefferlein | GRÜNE                       | 02,9                  | 02,8               |
| –                  | NPD                         | –                     | 01,6               |
| Fred Degenhardt    | FDP                         | 03,8                  | 04,2               |
| –                  | PIRATEN                     | –                     | 00,3               |
| –                  | Die PARTEI                  | –                     | 00,9               |
| –                  | KPD                         | –                     | 00,0               |
| –                  | TIERSCHUTZ hier!            | –                     | 01,1               |
| –                  | BGE                         | –                     | 00,4               |
| –                  | DIE DIREKTE!                | –                     | 00,2               |
| –                  | Blaue #Team Petry Thüringen | –                     | 00,1               |
| –                  | Graue Panther               | –                     | 00,5               |
| –                  | MLPD                        | –                     | 00,3               |
| –                  | ÖDP                         | –                     | 00,3               |
| –                  | Gesundheitsforschung        | –                     | 00,6               |
| Daniel Müller      | FREIE WÄHLER                | 02,2                  | -                  |

Es waren 32.045 Personen wahlberechtigt. Die Wahlbeteiligung lag bei 60,1 %. Als Direktkandidat wurde Stefan Schard (CDU) gewählt. Er erreichte 34,4 % aller gültigen Stimmen.

## Landtagswahl 2014
Die Landtagswahl 2014 fand am 14. September 2014 statt und hatte folgendes Ergebnis für den Wahlkreis Kyffhäuserkreis I:
| Direktkandidat     | Partei                | Erststimmen in % | Zweitstimmen in % |
| ------------------ | --------------------- | ---------------- | ----------------- |
| Manfred Scherer    | CDU                   | 35,1             | 28,9              |
| Beatrice Ritzke    | DIE LINKE             | 31,9             | 30,3              |
| Dorothea Marx      | SPD                   | 20,8             | 16,5              |
|                    | F.D.P.                | -                | 02,4              |
| Babett Pfefferlein | Bündnis 90/Die Grünen | 04,9             | 03,7              |
|                    | AfD                   | -                | 09,8              |
|                    | REP                   | -                | 00,2              |
|                    | Freie Wähler          | -                | 01,3              |
|                    | KPD                   | -                | 00,2              |
| Patrick Weber      | NPD                   | 07,2             | 05,4              |
|                    | DIE PARTEI            | -                | 00,5              |
|                    | Piraten               | -                | 00,9              |

Es waren 32.365 Personen wahlberechtigt. Die Wahlbeteiligung lag bei 51,8 %. Als Direktkandidat wurde Manfred Scherer (CDU) gewählt. Er erreichte 35,1 % aller gültigen Stimmen.

## Landtagswahl 2009
Die Landtagswahl 2009 fand am 30. August 2009 statt und hatte folgendes Ergebnis für den Wahlkreis Kyffhäuserkreis I:
| Direktkandidat       | Partei                | Erststimmen in % | Zweitstimmen in % |
| -------------------- | --------------------- | ---------------- | ----------------- |
| Gerold Wucherpfennig | CDU                   | 35,8             | 29,9              |
| Beatrice Ritzke      | DIE LINKE             | 31,6             | 30,3              |
| Dorothea Marx        | SPD                   | 20,6             | 20,6              |
| Babett Pfefferlein   | Bündnis 90/Die Grünen | 07,0             | 04,7              |
|                      | REP                   | -                | 00,4              |
|                      | F.D.P.                | -                | 07,0              |
|                      | Fr. Wähler            | -                | 02,4              |
| Patrick Weber        | NPD                   | 05,0             | 04,4              |
|                      | ödp                   | -                | 00,3              |

Es waren 34.969 Personen wahlberechtigt. Die Wahlbeteiligung lag bei 54,5 %. Als Direktkandidat wurde Gerold Wucherpfennig (CDU) gewählt. Er erreichte 35,8 % aller gültigen Stimmen.

## Landtagswahl 2004
Die Landtagswahl 2004 fand am 13. September 2004 statt und hatte folgendes Ergebnis für den Wahlkreis Kyffhäuserkreis I:
| Direktkandidat | Partei     | Erststimmen in % | Zweitstimmen in % |
| -------------- | ---------- | ---------------- | ----------------- |
| Günter Grüner  | CDU        | 39,4             | 42,5              |
|                | PDS        | 29,0             | 27,4              |
|                | SPD        | 18,3             | 15,2              |
|                | GRÜNE      | 03,7             | 02,6              |
|                | BSU        | -                | 00,2              |
|                | Graue      | -                | 00,6              |
|                | REP        | -                | 01,0              |
| \| F.D.P.      | 04,6       | 03,3             |                   |
|                | Fr. Wähler | -                | 01,7              |
|                | KPD        | -                | 00,1              |
|                | NPD        | 05,0             | 04,0              |
|                | ödp        | -                | 00,1              |
|                | ODAD       | -                | 00,3              |
|                | VIBT       | -                | 00,8              |

Es waren 36.714 Personen wahlberechtigt. Die Wahlbeteiligung lag bei 54,0 %. Als Direktkandidat wurde Günter Grüner (CDU) gewählt. Er erreichte 39,4 % aller gültigen Stimmen.

## Landtagswahl 1999
Die Landtagswahl 1999 fand am 12. September 1999 statt und hatte folgendes Ergebnis für den Wahlkreis Kyffhäuserkreis I:
| Direktkandidat | Partei | Erststimmen in % | Zweitstimmen in % |
| -------------- | ------ | ---------------- | ----------------- |
| Günter Grüner  | CDU    | 45,4             | 47,9              |
|                | SPD    | 24,1             | 21,2              |
|                | PDS    | 24,5             | 23,6              |
| -              | DVU    | -                | 02,7              |
|                | REP    | 01,9             | 00,7              |
|                | F.D.P. | 01,3             | 00,8              |
|                | NPD    | -                | 00,1              |
|                | Forum  | -                | 00,1              |
|                | PBC    | -                | 00,1              |
|                | VIBT   | 02,7             | 01,4              |

```
⋅
```

Es waren 37.376 Personen wahlberechtigt. Die Wahlbeteiligung lag bei 58,7 %. Als Direktkandidat wurde Günter Grüner (CDU) gewählt. Er erreichte 45,4 % aller gültigen Stimmen.

## Landtagswahl 1994
Die Landtagswahl 1994 fand am 16. Oktober 1994 statt und hatte folgendes Ergebnis für den Wahlkreis Kyffhäuserkreis I:
| Direktkandidat | Partei | Erststimmen in % | Zweitstimmen in % |
| -------------- | ------ | ---------------- | ----------------- |
| Günter Grüner  | CDU    | 41,1             | 42,9              |
|                | SPD    | 32,7             | 31,7              |
|                | PDS    | 17,7             | 16,8              |
|                | F.D.P. | 02,8             | 02,5              |
|                | GRÜNE  | 05,7             | 03,6              |
|                | Forum  | -                | 00,6              |
|                | DSU    | -                | 00,1              |
|                | REP    | -                | 01,2              |
|                | Graue  | -                | 00,3              |
|                | ÖDP    | -                | 00,1              |
|                | STATT  | -                | 00,3              |

```
⋅
```

Es waren 37.757 Personen wahlberechtigt. Die Wahlbeteiligung lag bei 74,6 %. Als Direktkandidat wurde Günther Grüner (CDU) gewählt. Er erreichte 41,1 % aller gültigen Stimmen.

## Bisherige Abgeordnete
Direkt gewählte Abgeordnete des Wahlkreises Kyffhäuserkreis I waren:
| Jahr | Name                 | Partei | Anteil der Erststimmen |
| ---- | -------------------- | ------ | ---------------------- |
| 2019 | Stefan Schard        | CDU    | 34,4 %                 |
| 2014 | Manfred Scherer      | CDU    | 35,1 %                 |
| 2009 | Gerold Wucherpfennig | CDU    | 35,8 %                 |
| 2004 | Günter Grüner        | CDU    | 39,4 %                 |
| 1999 | Günter Grüner        | CDU    | 45,4 %                 |
| 1994 | Günter Grüner        | CDU    | 41,1 %                 |